# Chelostoma isabellinum
Chelostoma isabellinum är en biart som först beskrevs av Warncke 1991.  Chelostoma isabellinum ingår i släktet blomsovarbin, och familjen buksamlarbin. Inga underarter finns listade i Catalogue of Life.